# 강릉 신복사지 삼층석탑
강릉 신복사지 삼층석탑(江陵 神福寺址 三層石塔)은 대한민국 강원특별자치도 강릉시 내곡동 신복사지에 있는, 고려시대의 삼층석탑이다. 1963년 1월 21일 대한민국의 보물 제87호로 지정되었다.

## 개요
신복사의 옛 터에 남아있는 탑이다. 신복사는 통일신라 때 범일국사(梵日國師)가 창건한 절로, 창건과 관련된 설화가 전해지고 있다. 즉 신라의 한 처녀가 우물에 비친 햇빛을 보고 그 물을 마셨는데 곧 아이를 배어 낳게 되었다. 집안 사람들이 아이를 내다버렸으나, 아이의 주위로 빛이 맴돌아 괴이하게 여겨 다시 데려와 길렀는데, 그 이름을 범(梵)이라 하였다. 범이 출가하여 승려가 된 후 고향에 돌아와 신복사와 굴산사(掘山寺)를 창건하였다고 한다. 창건 이후의 기록은 알려지지 않고 있다.
이 탑은 2층의 기단(基壇)을 쌓고 3층의 탑신(塔身)을 올린 것으로, 각 부분의 모습들이 특이하다. 바닥돌의 윗면에는 연꽃이 엎드려 있는 듯한 모양의 조각을 하여 둘렀고, 아래층 기단의 4면에는 안상(眼象)을 3개씩 새겨 넣었다. 탑신 각 층의 몸돌과 지붕돌은 각각 하나의 돌로 새겨 얹어 놓았다. 탑신에는 부처의 사리나 불경 등을 모셔두는데, 1층의 몸돌에 이를 안치하는 방인 감실(龕室)모양의 조각이 있다. 1층의 몸돌에 비해 2·3층은 갑자기 그 크기가 줄어들어 매우 얇다. 지붕돌 역시 얇아서 귀퉁이끝은 치켜올림이 희미하며, 지붕돌 밑면의 받침수는 3단이다.
꼭대기에는 드물게 머리장식이 온전히 남아있는데, 각 부분의 높이에 비해 폭이 넓어 안정감을 준다.
탑의 앞쪽에는 한 쪽 무릎을 세우고, 두 손을 받치듯이 들고 있는 강릉 신복사지 석조보살좌상(보물 제84호)이 있다. 이러한 모습은 같은 강원도 내의 평창 월정사 팔각 구층석탑(국보 제48호)과 비슷하여 이 지방의 특색이 아닐까 짐작된다. 탑의 기단과 몸돌의 각 층 밑에는 널돌로 괴임을 넣었는데, 이러한 양식은 고려시대에 자주 보이는 모습 중 하나이다. 또한 아래층 기단에 안상이 새겨진 것이나, 지붕돌 밑면의 받침수가 3단으로 되어있는 점도 고려 전기의 석탑양식을 잘 따르고 있다.

## 같이 보기
- 강릉 신복사지 석조보살좌상 - 보물 제84호

## 참고 자료
- 강릉 신복사지 삼층석탑 - 국가유산청 국가유산포털